# Gustaf Wilhelm Finnberg
Gustaf Wilhelm Finnberg, född 21 november 1784 i Pargas, död 28 juni 1833 i Stockholm, var en finlandssvensk målare. Han var son till sjömannen Johan Finnberg och smedsdottern Sofia Stenroos.

## Biografi
Gustaf Wilhelm Finnberg kom från anspråkslösa förhållanden. Hans far, sjömannen Johan Finnberg, var färjkarl och brovakt vid Kyrksundet i Pargas. Fadern hade gått i Åbo skola och var vid sidan av sitt arbete på sjön även målare. Bland annat utförde han målningar i Pargas kyrka. Modern dog då Gustaf Wilhelm var endast sex år gammal, och även de flesta av syskonen dog unga. Trots att Gustaf Wilhelm hade en uppenbar begåvning var den konstnärliga banan allt annat än självklar för honom.
År 1800 begav sig Finnberg till Åbo för att bli målarlärling. Han skrevs in i stadens yrkesmålarskola 1801 för en tid av fem år framåt. Redan 1805 avlade han sitt gesällprov med ett porträtt utfört med rödkrita. Därefter förekommer han inte i några noteringar, men man antar att han fortsatt sina konstnärliga studier och arbetat som yrkesmålare. Med bistånd från en privatperson, som torde ha varit biskopen i Åbo Jacob Tengström, kom han 1809 till Stockholm där han fick möjlighet att studera för Pehr Hilleström vid Konstakademien. Han tilldelades den tredje medaljen i modellklassen 1811 och Tessinska medaljen 1812 samt den kungliga silvermedaljen 1815. Finnbergs uppdragsgivare retade sig på hans oföretagsamhet eftersom han under denna Stockholmsperiod endast medverkade i två av Konstakademiens utställningar. 

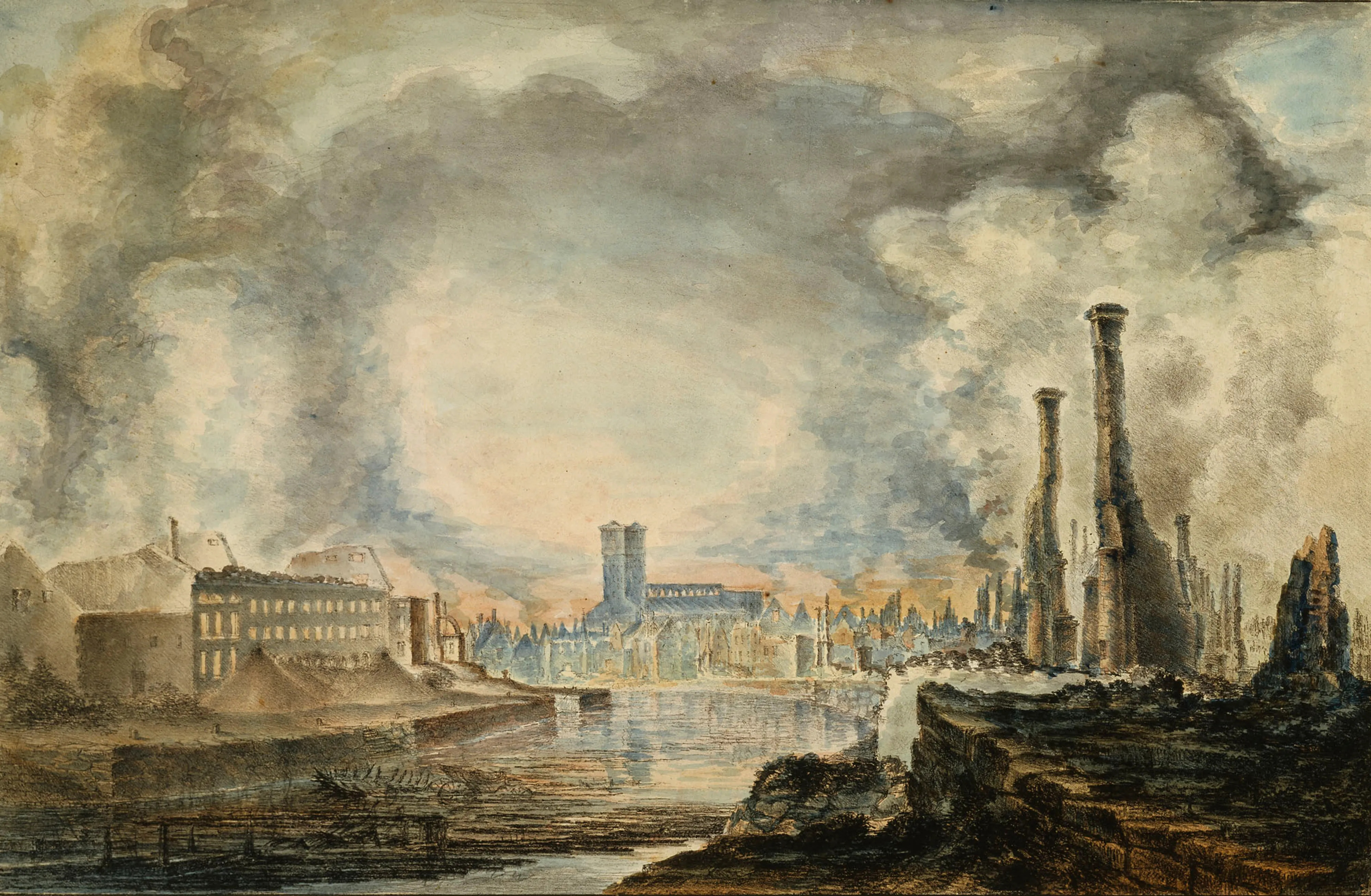
Branden i Åbo av Finnberg.

Han återvände till Finland 1817 och var under tio års tid verksam som porträttmålare i Åbo. Han fick 1822 i uppdrag att utföra fem läktarmålningar till Kimito kyrka och ett antal altartavlor där troligen endast altartavlan i Kakskerta kyrka har bevarats. Han drabbades hårt vid den stora septemberbranden i Åbo 1827, det mesta han målat förstördes och han hade dessutom fått förskottsbetalning för en stor del av målningarna som var under arbete, bland annat altartavlan till Föglö kyrka på Åland. Branden betydde att Finnberg blev skuldsatt långt upp över öronen och han såg ingen annan utväg än att lämna landet. Han bosatte sig i Stockholm där han försökte bygga upp ett nytt och tryggare liv, men detta lyckades inte och de sista sex levnadsåren frambringade han under stort armod. Av hans grav på Stockholms norra begravningsplats finns inga spår.
Finnbergs produktion består av porträtt och religiösa motiv. På Göteborgs konstmuseum återfinns ett porträtt av Egron Lundgrens mor, i vilket Finnbergs goda karakteriseringsförmåga och rika färgskala kommer till sin rätt. Hans verk återfinns även på Ateneum, Åbo Konstmuseum, Nasjonalgalleriet, Kungliga biblioteket, Nationalmuseum i Stockholm samt på Cygnaei galleri. 
På Nationalmuseum finns ett stort grupporträtt målat ca 1830. Till höger sitter Carl Lagercrantz (assessor), i mitten hans två äldsta söner (som båda nådde en framskjuten ställning). Carls mor (född Skytte af Sätra), hustru, dotter och en yngre, sovande son sitter till vänster. Från ett moln blickar två små änglar ned. Det är skepnaderna av de barn, som avlidit i späd ålder. Detta är Finnbergs viktigaste och mest kända verk.

### Uppslagsverk
- Svenskt konstnärslexikon, del II, sid. 198. Allhems förlag, Malmö. Libris 8390296